# تاينبريج (دائرة انتخابية في المملكة المتحدة)
تاينبريج (بالإنجليزية: Teignbridge)‏ هي إحدى الدوائر الانتخابية في المملكة المتحدة الممثلة في مجلس العموم في برلمان المملكة المتحدة.
عضو البرلمان الذي يمثلها حالياً هو :Richard Younger-Ross )LD).